# NGC 433
NGC 433 je otvoreni skup u zviježđu Kasiopeji. 

## Vanjske poveznice
- SEDS: NGC 0433